# Marie Embriaco
Marie Embriaco (italien : Maria Embriaco), ou Marie du Gibelet, morte le 4 septembre 1334, est une noble d'origine génoise. Elle est la fille de Guy II Embriaco, seigneur du Gibelet, et de son épouse Marguerite Granier.
Après la mort de son père en 1282, son frère Pierre Embriaco lui succède comme seigneur du Gibelet bien que ne possèdant pas la seigneurie, celle-ci étant détenue par le comte Bohémond VII contre qui son père était entré en rébellion et qui l'avait fait exécuter.
Après la chute de Tripoli en 1289, Pierre parvient à récupérer les terres autour du Gibelet en échange du paiement d'un tribut au sultan mamelouk Qalawun, mais il perd ses terres vers 1302 et part vivre à Chypre, accompagné de sa sœur Marie.
En 1295, grâce à une dispense papale, elle épouse Philippe d'Ibelin, sénéchal de Chypre, fils de Guy d'Ibelin et de Philippa Barlais, avec qui elle a cinq enfants :
- Jean d'Ibelin (mort après 1317) ;
- Guy d'Ibelin (mort après 1334), qui devient sénéchal de Chypre et qui épouse Marguerite d'Ibelin avec qui il a une fille : Alix ;
- Balian d'Ibelin (mort en 1349), qui épouse une autre Marguerite d'Ibelin mais n'a pas de postérité ;
- Isabelle d'Ibelin (morte après 1342), qui épouse Ferdinand de Majorque, infant de Majorque, puis Hugues d'Ibelin, comte de Jaffa ;
- Helvise d'Ibelin (morte après 1347), qui épouse Henri II de Brunswick-Grubenhagen.

Son frère Pierre meurt après 1310 et elle lui succède comme dame-titulaire du Gibelet.
Elle meurt le 4 septembre 1334 à Nicosie, dans le royaume de Chypre.